# Ange-Gardien
Pour les articles homonymes, voir L'Ange-Gardien.
Ange-Gardien  est une municipalité dans la municipalité régionale de comté de Rouville au Québec, située dans la région administrative de la Montérégie. Une des banlieues du village est le Lac Bleu, visible de l'autoroute 10.

## Histoire
La nouvelle municipalité d'Ange-Gardien a été créée le 31 décembre 1997. Elle est issue de la fusion entre la municipalité du village de L'Ange-Gardien et de la municipalité de la paroisse de Saint-Ange-Gardien. Monseigneur Ignace Bourget, évêque de Montréal, érigea canoniquement la paroisse de Saint-Ange-Gardien en 1851. La municipalité du village de Canrobert était créée en se séparant du territoire de Saint-Ange-Gardien en 1869. Nommé ainsi en l'honneur du maréchal français François Certain de Canrobert, elle sera connue plus tard sous le nom de « Ange-Gardien ». Ce village compte 2908 habitants en date du 8 décembre 2022.
Le village a fêté son 150e anniversaire en 2006. M. Claude Ménard était le président des fêtes du 150e.

## Géographie
La rivière Yamaska traverse le sud de la municipalité en coulant vers l'ouest.
À partir de son crénon, dans le centre, la rivière à la Barbue coule vers le nord.

## Démographie
| 1991 | 1996 | 2001  | 2006  | 2011  | 2016  | 2021  |
| ---- | ---- | ----- | ----- | ----- | ----- | ----- |
| 553  | 599  | 1 994 | 1 987 | 2 420 | 2 699 | 2 889 |

## Administration
Les élections municipales se font en bloc et suivant un découpage de six districts.
| Ange-Gardien Maires depuis 2002                                                                                      |                   |         |          |
| Élection | Maire             | Qualité | Résultat |
| 2002 | Rosaire Houle     |         | Voir     |
| 2005 | Rosaire Houle     | Voir    |          |
| 2009 | Odette Ménard     |         | Voir     |
| 2013 | Yvan Pinsonneault |         | Voir     |
| 2017 | Yvan Pinsonneault | Voir    |          |
| 2021 | Yvan Pinsonneault | Voir    |          |
| Élection partielle en italique Depuis 2005, les élections sont simultanées dans toutes les municipalités québécoises |                   |         |          |

## Patrimoine
- Église catholique de l'Ange-Gardien

## Attraits
Relais de camionneur important, tous les voyageurs utilisant l'autoroute 10 ont au moins une fois mis les pieds à Ange-Gardien, reconnue pour ses stations-services et ses restaurants à restauration rapide.
Pendant plusieurs années, la ville a tenu le Festival country du porc d’Ange-Gardien, organisé par le chanteur Bernard Paquette. Cet événement attirait des gens de diverses régions, notamment de la Gaspésie, de Valleyfield et de l’Ontario. En 2008, la 11e édition s’est déroulée à Rougemont (lien). Elle accueillait une vingtaine de chanteurs country.

## Personnalités
- Mélanie Maynard, actrice